# Niccolò Gaddi
Niccolò Gaddi was een Italiaans kunstschilder. Hij was een van de vijf zonen van de schilder Taddeo Gaddi. Zijn broers Giovanni en Agnolo waren eveneens schilder, de vierde broer Zanobi was geen kunstenaar maar bouwde een belangrijke carrière uit in de handel, over de vijfde broer Francesco is weinig geweten.
Over Niccolò is ook heel weinig geweten. Hij was lid van de Arte dei Medici e Speziali  in 1381. In een document in de archieven van 7 februari 1381 wordt hij een schilder genoemd, maar verder zijn er geen documentaire verwijzingen naar zijn kunstenaarsloopbaan. Er is ook geen enkel werk van hem bekend.
Vanaf 1381 lieten de vijf broers de “prestanze” (een soort verplichte lening aan de stad) die geheven werd in functie van hun gezamenlijk eigenaarschap van het huis van hun overleden vader, splitsen per broer. Het bedrag dat ze moesten betalen was vrij gelijk verdeeld over de vijf broers. Na 1382 zien we substantiële verschillen ontstaan in wat de broers betalen. De succesvolle zakenman Zanobi, gevestigd in Venetië, betaalde het meest, maar Niccolò werd bijna evenveel belast als Zanobi en een stuk meer dan de succesvolle schilders Giovanni en Agnolo.
- Union List of Artist Names: 500116496
- Virtual International Authority File: 96545090